# Projection Peak
Projection Peak är en bergstopp i Antarktis. Den ligger i Östantarktis. Nya Zeeland gör anspråk på området. Toppen på Projection Peak är 1 475 meter över havet, eller 100 meter över den omgivande terrängen. Bredden vid basen är 0,44 km.
Terrängen runt Projection Peak är varierad. Trakten är obefolkad. Det finns inga samhällen i närheten. 